# Konin
Konin ([ˈkɔɲin]) è una città polacca, nel voivodato della Grande Polonia.

## Amministrazione

### Gemellaggi
- Herne
- Sundsvall
- Wakefield
- Ungheni[1]
- Hénin-Beaumont

## Sport
Lo Stadion im. Złotej Jedenastki Kazimierza Górskiego è sede delle partite del Medyk Konin.